# Norman (Schiff, 1894)
Die Norman war ein 1894 in Dienst gestellter Passagierdampfer, der von der britischen Reederei Union Line (später Union-Castle Line) im Passagier- und Postverkehr zwischen Großbritannien und Südafrika eingesetzt wurde. Im Ersten Weltkrieg transportierte sie Truppen. Mitte der 1920er Jahre wurde sie durch ein neueres Schiff ersetzt und verschrottet.

## Das Schiff
Das 7.537 BRT große Dampfschiff wurde bei Harland & Wolff im nordirischen Belfast gebaut und lief am 18. Juli 1894 vom Stapel. Das 149,60 Meter lange Passagier- und Frachtschiff wurde für die Union Line (Union Steamship Company Ltd., gegründet 1857) gebaut, die sich 1900 mit der Castle Line (Castle Mail Packet Company Ltd., gegründet 1862) zur Union-Castle Line zusammenschloss. Im Oktober 1894 wurde das Schiff fertiggestellt und anschließend in den Passagier- und Postverkehr von Southampton nach Südafrika gestellt. Für die komplette Rundreise benötigte sie oft unter 16 Tage, was damals schnell war.

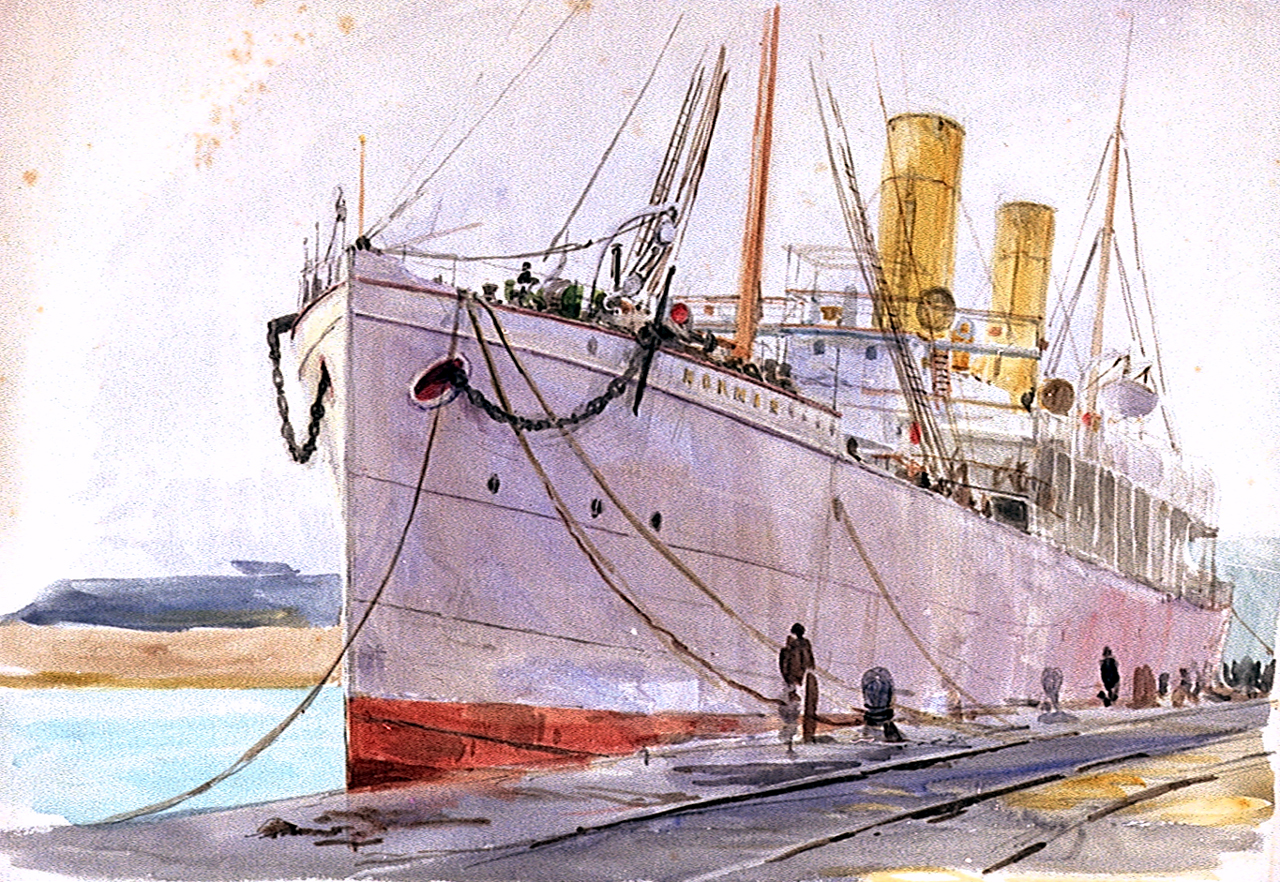
Zeichnung von William Lionel Wyllie (1895)

Die Norman galt als ihrer Zeit voraus in Bezug auf Unterbringung und Komfort der Passagiere. Das Schiff konnte 190 Passagiere in der Ersten, 114 in der Zweiten und 138 in der Dritten Klasse aufnehmen. Das Schiff hatte zwei Schornsteine, zwei Masten und zwei Propeller und wurde von zwei Dreifachexpansions-Dampfmaschinen von Harland & Wolff angetrieben, die das Schiff auf bis zu 17 Knoten beschleunigen konnten.
Im Juli 1895 strandete die Norman bei Port Shepstone. Die Schäden am Schiff waren gering, aber Kapitän William Bainbridge wurde seines Kommandos enthoben. Im März 1896 wurde an Bord der Norman zum ersten Mal an Bord eines Schiffs ein Film vorgeführt. Der US-amerikanische Magier Carl Hertz (1859–1924), der oft Filmvorführungen in seine Darbietungen einbaute, führte den anderen Passagieren Filmmaterial mit Robert W. Pauls „Theatrograph“ genannten Projektor vor.

## Kriegseinsätze und späte Jahre
Ab November 1899 wurde das Passagierschiff als Truppentransporter im Zweiten Burenkrieg verwendet. Nach Kriegsende wurde es der neu firmierten Union-Castle Line zurücküberstellt. Diese ließ es von Januar bis April 1904 bei Harland & Wolff überholen. Die Passagierkapazitäten änderten sich im Zug der Umbauten (170 Erste Klasse, 108 Zweite Klasse, 120 Dritte Klasse). Als 1910 die neuen und größeren Schiffe  Edinburgh Castle und Balmoral Castle (je über 13.000 BRT) in Dienst gestellt wurde, hatte die Reederei keine Verwendung mehr für die 16 Jahre alte Norman. Das Schiff wurde 1911 in Netley Abbey aufgelegt und in den Jahren bis zum Ersten Weltkrieg nur ersatzweise verwendet.
Nach Kriegsausbruch 1914 wurde die Norman reaktiviert und dazu genutzt, Truppen nach Frankreich zu befördern. Im August 1914 brachte sie beispielsweise das erste Kontingent der British Expeditionary Force nach Frankreich. Anschließend wurde sie vorübergehend wieder für die kommerzielle Südafrikaroute genutzt. 1915 wurde ihr Heimathafen nach Tilbury verlegt. 1917 fiel sie wie viele andere Handelsschiffe unter das Liner Requisition Scheme. Ab Mai 1918 folgten Truppenfahrten im Mittelmeerraum. Im Mai 1919 führte die Norman eine Überfahrt nach Australien unter der Charter der P&O durch.
Danach war die Norman wieder regulär im Südafrikadienst der Union-Castle Line tätig, bis sie 1921 auf den London-South and East Africa Intermediate Service genannten Expressdienst im Passagier- und Güterverkehr umgesetzt wurde. 1923 folgte die Umsetzung auf den „Round Africa“-Service nach Süd- und Ostafrika, wobei sie den Sueskanal durchquerte. 1925 wurde das Schiff schließlich außer Dienst gestellt und im darauffolgenden Jahr bei Thomas W. Ward Shipbreakers in Morecambe abgewrackt.